# 女人的規則
《女人的規則～邁向幸福的50項守則》（日語：オンナ♀ルール 幸せになるための50の掟）為日本NOTTV製作播出的日本連續劇，2013年4月8日至6月14日於NOTTV播出，2014年1月2日至3月30日於日本電視台播出，全劇共50集。本劇為國際名模富永爱首次擔當主演的電視劇。

## 劇情概要
日野原莉莎、河合美晴、相澤薫、松本奈奈美及本城結衣是同住在東京中目黑的某間公寓的好姊妹。除了工作外，她們最常討論的就是彼此的戀愛觀，五人彼此鼓勵，希望大家都能找到最終歸宿，同時也是良性競爭關係，都希望自己能搶先一步找到理想對象。這五位愛情拉警報的美女，能否擺脫敗犬的身分，與心中的真命天子走入禮堂呢？

## 登場人物
- 日野原莉莎：富永爱
- 河合美晴：酒井若菜
- 相澤薰：能世安奈
- 松本奈奈美：磯山沙也加
- 本城結衣：中村杏
- 麥克：史帝夫‧威利（Steve Wiley）
- 健司：小島雄貴（Song Riders）

## 客串人物
- 岡田拓也：阿部力（第1、45集）
- 和彦：安居劍一郎（第3集）
- 潤一：進藤學（第4、10集）
- 近藤雅也：岩永洋昭（第5、13、16、24、34、45、49集）
- 光彦：大村學（第8、12集）
- 野村：野間慎平（第12集）
- 悟志：小澤雄太（第12、22集）
- 小塚隼人：大野拓朗（第18、28集）
- 松原順司：田中幸太朗（第21、26、29、38、40、48集）
- 篠原輝彦：東幹久（第36集）
- 鈴木正和：袴田吉彥（第37、46集）
- 松原久美子：安田美沙子（第38、40集）

## 製作群
- 劇本：梅田美佳
- 導演：大谷太郎、松永洋一
- 音樂：出羽良彰
- 主題曲：加藤米莉亞「Love／Affection」
- 執行製作人：和田行
- 總製作人：神藏克、大平太
- 企劃：上田徳浩
- 製作人：加藤正俊、枝見洋子

## 播出各集
| 集數   | 播出日期 | 日文標題 | 中文標題                                     | 今日片尾曲（加藤米莉亞主唱）         |
| ------ | -------- | -------- | -------------------------------------------- | ------------------------------------ |
| 第1集  | 4月8日   |          | 我，忘了怎麼去愛他！？                       | Love／Affection                      |
| 第2集  | 4月9日   |          | 那個男人是怎麼吸引到妳的？                   | X.O.X.O.                             |
| 第3集  | 4月10日  |          | 男人外遇......要怎麼原諒他！？               | （這個城市的某處）                   |
| 第4集  | 4月11日  |          | 我居然對他的身體念念不忘！？                 | （親愛的孤獨女孩）                   |
| 第5集  | 4月12日  |          | 就算是單戀也是愛？                           | 夜空                                 |
| 第6集  | 4月15日  |          | 性愛是最棒的性向測驗！？                     | With U                               |
| 第7集  | 4月16日  |          | 讓女人動心的理想約會是什麼？                 | （直至日昇之時）                     |
| 第8集  | 4月17日  |          | 成熟的女人，愛情工作兩得意！？               | Don't wanna let go                   |
| 第9集  | 4月18日  |          | 與男朋友分手後該怎麼忘了他？                 | （畢業）                             |
| 第10集 | 4月19日  |          | 錯過了戀愛的最佳時機？                       | （正在戀愛中）                       |
| 第11集 | 4月22日  |          | 哪裡能見到改變自己命運的那個人？             | Destiny                              |
| 第12集 | 4月23日  |          | 女人100％是愛男人的                          | Happy Celebration                    |
| 第13集 | 4月24日  |          | 增加女性魅力，就能成為戀愛專家嗎？           | 19Memories                           |
| 第14集 | 4月25日  |          | 獨立的女人VS默默支持男人的女人               | TOUGH                                |
| 第15集 | 4月26日  |          | 在意的是他的過去？或者是彼此的未來？         | ROMAN                                |
| 第16集 | 4月29日  |          | 當一個女人想要孩子時                         | Kiss                                 |
| 第17集 | 4月30日  |          | 什麼樣的男人會遇上那種麻煩！？               | HEART BEAT                           |
| 第18集 | 5月1日   |          | 獻花是永遠向戀愛說再見的方法！？             | U gatta understand                   |
| 第19集 | 5月2日   |          | 初戀的人現在就會出現！？                     | （再見了寶貝）                       |
| 第20集 | 5月3日   |          | 你是想當女友的女人？還是想要結婚的女人？     | Love me, hold me                     |
| 第21集 | 5月6日   |          | 對於女人來說，終極的美容方法是......？       | Beautiful                            |
| 第22集 | 5月7日   |          | 解決無性愛的方法是......？                   | AIAIAI                               |
| 第23集 | 5月8日   |          | 男人和女人間是無法彼此了解的！？             | People                               |
| 第24集 | 5月9日   |          | 這種男人，打死我都不要！？                   | Dance tonight                        |
| 第25集 | 5月10日  |          | 當暗戀的感覺逐漸升溫時                       | （情熱）                             |
| 第26集 | 5月13日  |          | 我想知道情侶是怎麼熱戀的！                   | LALALA feat.若旦那（湘南乃風）       |
| 第27集 | 5月14日  |          | 我嚮往的同居生活，是美妙的？還是苦澀的？     | （愛不會改變）                       |
| 第28集 | 5月15日  |          | 今天發生外遇事件......？                     | This is Love                         |
| 第29集 | 5月16日  |          | 想試一次看看！？ 與外國男人談戀愛            | Love for you                         |
| 第30集 | 5月17日  |          | 怎麼樣才叫做得到幸福？                       | I WILL                               |
| 第31集 | 5月20日  |          | 即使我有男朋友，也可以和其他男朋友們見面嗎？ | BABY!BABY!BABY!                      |
| 第32集 | 5月21日  |          | 三十歲女人的婚姻價值觀                       | 空                                   |
| 第33集 | 5月22日  |          | 女人的工作果然很辛苦？                       | Tokyo Star                           |
| 第34集 | 5月23日  |          | 結婚是女人逃避的唯一方法？                   | （再見了）                           |
| 第35集 | 5月24日  |          | 女人的友誼比男人的友誼更深厚！？             | （初戀結束的時刻已經來臨）           |
| 第36集 | 5月27日  |          | 妳想跟年長的男人聯誼？還是年輕的男人？       | （勇者們）                           |
| 第37集 | 5月28日  |          | 跟過去的自己說再見！？                       | FAMILY                               |
| 第38集 | 5月29日  |          | 相親的必勝方法！？                           | WHY                                  |
| 第39集 | 5月30日  |          | 妳的意思是，懷孕了......                     | 20-CRY-                              |
| 第40集 | 5月31日  |          | 妻子和小三......兩個女人                     | Aitai                                |
| 第41集 | 6月3日   |          | 意外的相遇發展出兩人的戀情......！？         | Eyes on you                          |
| 第42集 | 6月4日   |          | 情侶旅行充滿危機！？                         | Better days -sweet love side-        |
| 第43集 | 6月5日   |          | 女人的友誼就此展開......                     | Last Summer                          |
| 第44集 | 6月6日   |          | 獨自過生日                                   | Baby I See You feat. VERBAL（m-flo） |
| 第45集 | 6月7日   |          | 分手的男子一旦重逢......！？                 | Love me, i love you                  |
| 第46集 | 6月10日  |          | 繼續談戀愛                                   | BYE BYE                              |
| 第47集 | 6月11日  |          | 要怎麼跟與單親爸爸談戀愛呢......？           | for so long PART II                  |
| 第48集 | 6月12日  |          | 痛苦的愛情結局                               | （謝謝）                             |
| 第49集 | 6月13日  |          | 愛情再次蠢蠢欲動......                       | Love is...                           |
| 第50集 | 6月14日  |          | 我想成為脫胎換骨的女人！                     | Love／Affection                      |

## 外部連結
- NOTTV官方網站 （页面存档备份，存于）
- 日本電視台官方網站
- 國興衛視官方網站 （页面存档备份，存于）

## 節目的變遷
| 國興衛視 週一至週五 22:00至23:00      | 國興衛視 週一至週五 22:00至23:00      | 國興衛視 週一至週五 22:00至23:00 |
| ------------------------------------- | ------------------------------------- | -------------------------------- |
|                                       | 女人的規則 （2014年9月18日－10月2日） |                                  |
| 刑警110公斤 （2014年9月9日－9月17日） | 未婚六姐妹                            |                                  |